# ケモノヅメ
『ケモノヅメ』（英: Kemonozume）は、2006年8月5日から11月4日までWOWOWで放送されていた湯浅政明監督のテレビアニメ作品。全13話。

## 概要
湯浅政明にとって初のテレビシリーズ監督作品となるオリジナルアニメ。前作の映画『マインド・ゲーム』で自身の課題は万人受けするストーリー展開やオリジナルストーリーを作れないことであると感じ、「じゃあ作ってみよう」と考えていたところにマッドハウスの丸山正雄（当時）が何か作らないかと声をかけてきたことで生まれた作品。
食人鬼を狩るための集団にいる剣士が本来は退治すべき食人鬼の女性に恋をしてしまうというハードボイルド・ラブストーリー。悲恋ロマンスだが、バイオレンスありコメディありの挑戦的な演出となっている。荒々しい絵柄を用いて現代社会を舞台に性や暴力にまみれた状況を描いている。バイオレンスを描いたのはソフトな物を望む世間の流れから外れたものをやりたいという気持ちがあったため。ラブストーリーにしたのは自分の好みではなく、それが一番人気があってわかりやすいジャンルだと思ったから。そして『ロミオとジュリエット』のように障害が大きければ大きいほど物語が盛り上がると考え、食人鬼とそれを狩る者の話にした。シリアスに作って物語が破綻した場合を恐れたのと、大映テレビのドラマやB級映画っぽいバカバカしいノリが好きなので、大真面目なのにちょっと間抜けでズレた雰囲気を出そうと試みた。
脚本については最初、自分では何も思い浮かばないので脚本家をつけてもらってストーリーの作り方を学ぼうとした。ところが脚本家に上手く自分の意思を伝えられず、求めていたのとはまるで違うストーリーが出来上がってしまった。そこで外れてもらうことになり、その脚本家の作った構成をもとに湯浅が自分で書いたエピソードを入れて脚本を書き進めた。しかし、何本か書いた後でやはり助っ人が数人入ることになり、脚本会議が開かれた。
キャラクターデザインについては、本作は湯浅自身が子供の頃読んでいた漫画のように先の展開を何も決めずに作っていったので、そんな大雑把なストーリー展開に合うように、テレビアニメの絵としてひとつの金字塔だと思っていた『タイガーマスク』を意識したものにした。しかし、それが視聴者からは「上手く見えない」「雑」「ちょっと怖すぎる」と批判され、本当に難しいと感じたという。

## あらすじ
食人鬼を狩るため古より続く戦闘集団「愧封剣」。その師範代である桃田俊彦は、事もあろうに愧封剣館長殺害の疑いをかけられた食人鬼の上月由香と恋に落ち逃亡してしまう。俊彦の弟の桃田一馬は、逃げた二人の追跡と愧封剣の館長職を継いで愧封剣の運営に乗り出す。
元愧封剣メンバーの大葉久太郎の助力を得て組織の近代化を進める一馬だが、最近の食人鬼の激増による連戦で疲労の頂点にある隊員達と、これを機に影の存在であった愧封剣を社会にアピールしたい一馬の間で亀裂が生じはじめる。
愧封剣の追跡をかわしながら食人鬼と人間の禁断の愛を育む俊彦と由香。自身の抱えた秘密に気付かぬまま組織の改革に狂奔し孤立を深め、やがて精神的に追いつめられていく一馬。
一馬に助言と助力を与えつつも密かにある策謀をめぐらす大葉久太郎。それぞれの思惑が絡み合いながら物語は疾走する。

## 登場人物
桃田 俊彦（ももた としひこ）
声 - 木内秀信 / 幼少期 - 儀武ゆう子
本作の主人公。30歳。卓越した運動神経と強靱な肉体を持つ愧封剣師範代。沈着かつ冷静で正義感も強い、真面目過ぎるくらい真面目な男であり、その生き方はハードボイルドチック。剣一筋で生きてきた彼は、利江というフィアンセがいたにも関わらず、本格的に女性と付き合った事がなかったため、一目惚れした由香を初めての恋人だと認識した上で彼女との交際を続けていた。興奮して食人鬼になった由香に何度も食われそうになりながらも、濃厚な性交を成し遂げるほどのテクニックを持つ凄腕の武人でもある。由香を庇い愧封剣道場を敵に回して逃げたが、弟達の事はいまだに愛してやまず、愧封剣道場への未練も持っている。
本人は自覚していなかったが、義母・春美を初恋の相手として見ていた。幼い頃、父・十蔵が春美の腕を切断するところを偶然目撃しており、トラウマになっている。食人鬼に止めを刺そうとすると腹痛に襲われてしまう。
上月 由香（かみつき ゆか）
声 - 椎名へきる
30歳。食人鬼の美女。スカイダイビングのインストラクターであり、ダイビング中に俊彦と出会い、互いに一目惚れした。基本的には陽気な性格で、ものごとをポジティブにとらえる。ただし、食人鬼の母親が愛した人間の男性に殺されたという過去があり、将来について悲観的に考えてしまう傾向を見せる。性的な興奮で食人鬼に変身する。食人鬼であることを隠しているが、十蔵殺害の罪を着せられ追われる事になる。
実は十蔵の後妻・上月春美の生き別れの娘であり、彼女とよく似た容貌をしているため、俊彦の一目惚れの遠因になっていた。本人は母親の春美に関する記憶をほとんど失ってしまっているが、春美と同じくバラの香りが好き。
俊彦との逃避行の最中、妊娠が発覚する。
桃田 一馬（ももた かずま）
声 - 吉野裕行
桃田家の次男である二枚目の青年。25歳。愧封剣師範代。十蔵の後妻の子で、俊彦の異母弟。以前より愧封剣のやり方に限界を感じており、自ら会社を設立。そこで製作したバスタースーツの愧封剣導入に関して、十蔵と対立していた。真面目でナイーブすぎる性格のため精神的に弱い一面も。幼い頃は兄の庇護にあっていたためか、その慕っていた兄が食人鬼と逃げた事には愛憎複雑なものがある。また、一緒に育った利江に想いを寄せている。十蔵の死後は愧封剣の身代となり、その近代化を進めるが、しかし食人鬼の急増に対処しきれず、部下には反感を持たれつつある。
母親は上月春美であり、無論食人鬼の血が流れている。それまでは問題なく生活していたが、愧封剣の身代としての重圧からくるストレスや、父親・十蔵から禁じられていたタコを食したため食人鬼の血に目覚めてしまう。
桃田 十蔵（ももた じゅうぞう）
声 - 筈見純 / 中年期(1980年) - 田原アルノ / 青年期(1956年) - 吉田裕秋
愧封剣館長。68歳。愧封の達人の人格者。かつては大葉久太郎、柿の木刃と共に「愧封剣三羽ガラス」と呼ばれていた。ある事件で両腕を失っており、現在は特殊な義手を使っている。息子の俊彦、一馬に対して厳しく接しているのは、2人の事を考えての事だろう。愧封を自然界の摂理における闘いであると考えているため、古来よりの武術をもってそれを行う事にこだわる。人間を襲う食人鬼には容赦がないが、人を喰うのを我慢している食人鬼は見逃しているようだ。
かつて食人鬼の女性・上月春美と恋に落ち、次男・一馬を儲けた。秘剣「ケモノヅメ」を使い人とも鬼ともつかぬ姿に成り果てた柿の木刃を見かね、春美の腕を切断、自分に移植し、刃を倒す。その後は鬼の腕を捨て、剣を執ることなく後進の育成に勤めた。
柿の木 利江（かきのき りえ）
声 - 柿沼紫乃
かつて愧封剣三羽ガラスの一人であった柿の木刃の妻の連れ子。27歳。愧封に参加する事はほとんどないが、彼女も愧封剣の剣士である。気だてのよい女性で、グラマラスボディの持ち主。刃が亡くなった後に自分を育ててくれた十蔵を尊敬しており、愧封剣の組織にも愛着を感じている。俊彦の（元）フィアンセだった事があり、今でも彼の事を想っている。また、俊彦の異母弟である一馬の事をも大切にしている。
大葉 久太郎（おおば きゅうたろう）
声 - 内海賢二 / 中年期(1980年) - 稲葉実 / 青年期(1956年) - 魚建
元愧封剣メンバーで、三羽ガラスの一人。67歳。25年前に愧封剣を離れて、食人鬼の死体の回収、政府との橋渡しなどを担当する新会社を設立。現在は、愧封剣と関係のない製薬会社など、幾つもの企業を経営している。十蔵の死後は跡を継いだ一馬に協力し、彼と共に愧封剣の近代化を進める事になる。
本性は現実主義かつ快楽主義のサイコパス。力と金のみを信じ、国家権力と結託し、金銭で絡め、愧封剣乗っ取りを画策する。また大葉製薬のあらゆる薬剤には食人鬼の爪から採取された細胞が使われており、新種の食人鬼の急増という事態を引き起こした。実は十蔵の後妻・春美に恋着しており、彼女の腕（恐らくは十蔵が使用し切り落としたもの）を移植しており、長年の研究の成果により理性を失うことなく「ケモノヅメ」を使える。
大場 丈治（おおば じょうじ） / ぼん
声 - 郷里大輔
6メートルもの身長を持つ大巨漢。24歳。とあるTVドラマを観て、探偵になる事を決意。それらしい衣装は用意できたが、彼のサイズに合うスクーターがなかったため、トラックの荷台等に乗って移動している。ある人物からの依頼を受けて、俊彦と由香を探していた。
見た目は怖いが優しい男であり、暴力を振るう事は滅多になく、むしろ純粋な性格をしている。また手先が器用で、その巨体にもかかわらず折り紙やボール投げが得意。「ぼん」をニックネームにしており、由香からは「ぼんちゃん」と呼び慕われている。
俊彦と由香を追っていたが、2人と対面した際その性格ゆえか意気投合し2人を見逃した。実は久太郎と親子であったが、久太郎を裏切り、その策謀を潰すため俊彦と由香に協力した。
頬張 岳人（ほおばり がくと）
声 - 梁田清之
タフな男前の食人鬼。35歳。自分達が食人鬼である事について肯定的であり、「食人鬼が人間を喰うのは、当たり前の事だ」という考えを持つ。変身を途中で止める事ができ、人間としての意識を失わずに食人鬼の力を使う事ができる。由香の幼なじみ兼元恋人であり、由香を失ってから、その存在がどれほど自分にとって大事だったのかを思い知ったため、俊彦に敵愾心を向けていた。
俊彦とともに逃げた由香を追い、2人を捕えた後は俊彦には仲間とともに拷問を行った。しかし、隠れ家を愧封剣に襲撃され、由香を俊彦に託し自らは戦い命を落とした。
上月 春美（かみつき はるみ）
声 - 佐久間レイ
食人鬼の美女。由香の母親であり、彼女とよく似た容貌をしている。食人鬼の男性と結婚していたが、夫と娘を捨てて蒸発していた。
チンピラに絡まれていたところを十蔵たち三羽ガラスに助けられ、愧封剣道場に住み込みで働くことになる。後に十蔵の後妻になり、息子・一馬を儲けている。ある事件により帰らぬ人となった。
柿の木 刃（かきのき じん）
声 - 土師孝也 / 青年期(1956年) - 吉田健司
元愧封剣メンバーであり、かつて桃田十蔵、大葉久太郎と共に「愧封剣三羽ガラス」と呼ばれた剣士。「東北支部の逸材」と称された16歳の折、手合わせを挑んだ十蔵に敗れて以降、後の「三羽ガラス」の二名と共に本部で修行を重ね、新代の館長の座を得た。
後年に再婚相手となった春美との暮らしを優先した十蔵に、勝ちを譲られた状況に満足できず、「ケモノヅメ」の会得による功名を試みた結果、付けた食人鬼の腕に意識を飲み込まれ暴走し、同じ技で十蔵に倒された。
サル
俊彦に何かを伝えるためにやってきた謎のサル。驚くべき運動能力を持ち、後に俊彦から「師匠」と呼ばれる。
アニメーション監督の原恵一から、「殺伐としているから『いなかっぺ大将』のニャンコ先生の様なキャラクターを置いたらどうか」と指摘され、登場させたのが猿のキャラクターであったという。

## スタッフ
- 原作 - 湯浅政明、マッドハウス
- 企画 - 丸山正雄
- 企画協力・文芸 - 小黒祐一郎
- 監督・シリーズ構成 - 湯浅政明
- 監督補佐 - 高橋敦史
- キャラクターデザイン・総作画監督 - 伊東伸高
- プロップデザイン - 清水洋
- 美術監督 - 河野羚
- 色彩設計 - 大武恭子
- 撮影監督 - 笹川恵介、斉藤寛
- 編集 - 武宮むつみ
- 音響監督 - 中嶋聡彦
- 音楽 - 若草恵
- 音楽プロデューサー - 佐野弘明
- 音楽制作 - イマジン
- プロデューサー - 上舞祐司、佐藤至信、蒼徹志、北浦宏之、大野実、小岐須泰世、二方由紀子、原史倫
- エグゼクティブプロデューサー - 村田太一、豊島雅郎、峯崎順朗、峯岸卓生、丸田順悟
- アニメーションプロデューサー - 藤尾勉
- アニメーション制作 - マッドハウス
- 製作 - ケモノヅメ製作委員会、WOWOW

## 主題歌
オープニングテーマ「オーヴェール・ブルー」
作詞・作曲 - 武藤昭平 / 編曲・唄 - 勝手にしやがれ
エンディングテーマ「好き」
作詞 - 田村キョウコ、砂田和俊 / 作曲 - 田村キョウコ / 唄 - サンタラ

## 各話リスト
| 話数 | サブタイトル       | 脚本              | 絵コンテ | 演出     | 作画監督                     |
| ---- | ------------------ | ----------------- | -------- | -------- | ---------------------------- |
| 1    | 初めての味         | 水上清資 湯浅政明 | 湯浅政明 | 湯浅政明 | 伊東伸高                     |
| 2    | 辛酸の決別         | 湯浅政明          | 湯浅政明 | 湯浅政明 | 伊東伸高                     |
| 3    | しょっぱい新月の夜 | 高橋敦史          | 高橋敦史 | 高橋敦史 | 小倉陳利                     |
| 4    | 過去の苦み         | 荻窪七            | 駒井一也 | 田中洋之 | ふくだのりゆき Kim Dong-seek |
| 5    | 女の隠し味         | 荻窪七            | 横山彰利 | 横山彰利 | 本間晃                       |
| 6    | 辛口バースディ     | 湯浅政明 小野亮   | 若林漢二 | 若林漢二 | CHOI EUNYOUNG                |
| 7    | 利江の甘い香り     | 荻窪七            | 小林治   | 小林治   | 小林治                       |
| 8    | 監禁は鉄の味       | 湯浅政明 荻窪七   | 田中雄一 | 田中雄一 | 新井浩一                     |
| 9    | 甘い夢             | 湯浅政明 荻窪七   | 増井壮一 | 橋本昌和 | 鍋田香代子                   |
| 10   | 人の不幸は密の味   | 若林漢二 中村健治 | 中村健治 | 中村健治 | 伊東伸高                     |
| 11   | その雨は苦かった   | 清水洋            | 清水洋   | 清水洋   | 清水洋 久保川絵梨子          |
| 12   | 珈琲味のキビ団子   | 高橋敦史          | 高橋敦史 | 高橋敦史 | 三原三千夫                   |
| 13   | 味は関係ない       | 湯浅政明          | 湯浅政明 | 湯浅政明 | 伊東伸高                     |